# Юзеф Калленбах
Ю́зеф Калле́нбах (Йозеф Калленбах, пол. Józef Kallenbach; 24 листопада 1861, Кам'янець-Подільський — 12 вересня 1929, Краків) — історик польської літератури.